# Anbruch (Forstwirtschaft)

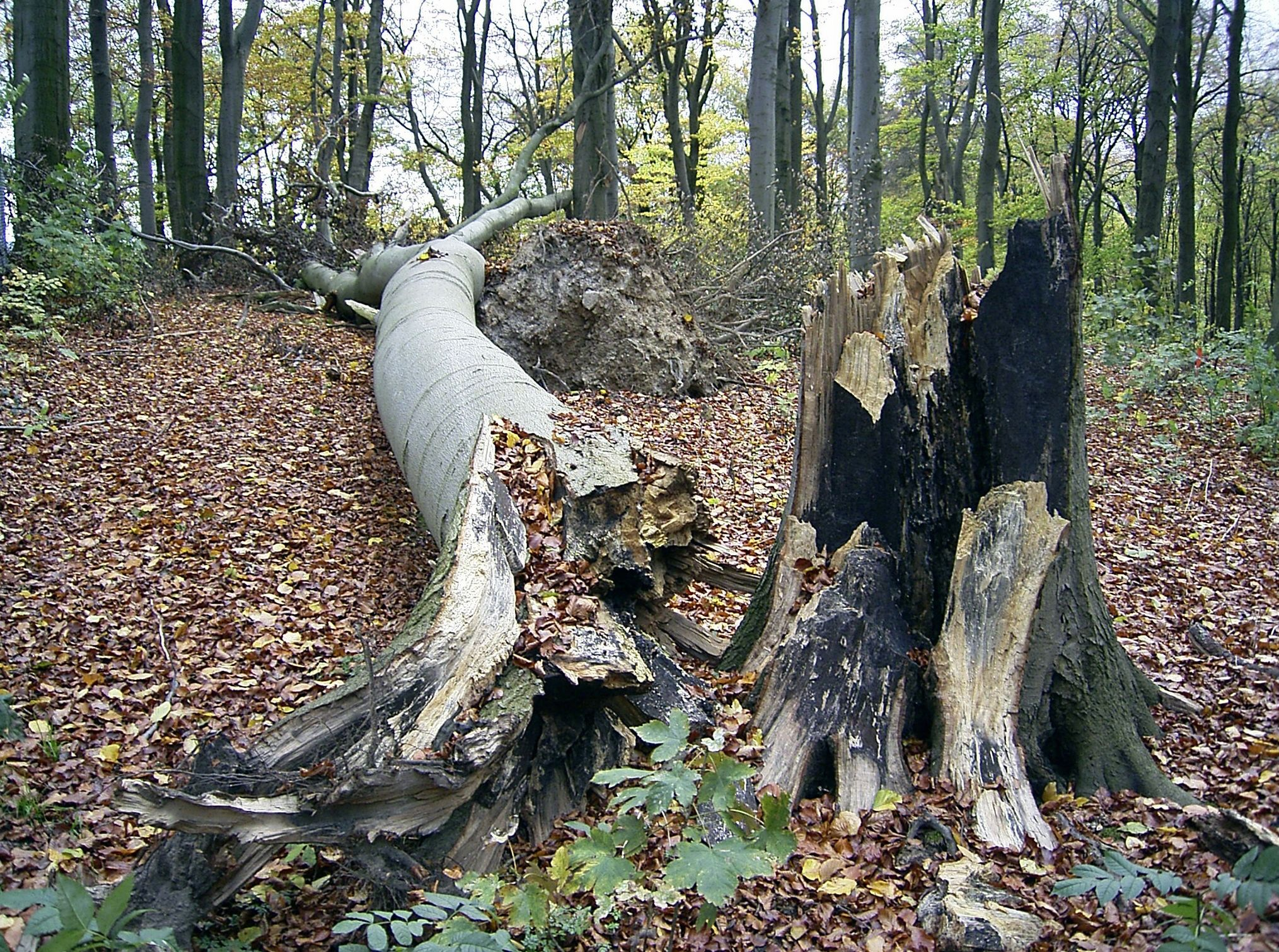
Typisches anbrüchiges Holz

Anbruch oder auch Anbruchholz ist in der Forstwirtschaft ein gebräuchlicher Ausdruck für aus verschiedenen Gründen angefaultes und morsch gewordenes, nicht mehr beilfestes Holz. Derartiges Holz wird auch als anbrüchig bezeichnet.
Bis 1969 war Anbruch(holz) die offizielle Bezeichnung für angefaultes (pilzbefallenes) und nicht mehr keilhaltiges oder beilfestes Holz. Holz gilt so lange als beilfest, wie durch Beilhiebe wandelbares Brennholz, kompakte Rundstücke und Scheite von mehr als sieben Zentimetern, am schwächeren Ende entsteht.
Das Wort anbrüchig fand sich aber auch noch in der von 1969 bis 2009 gültigen Gesetzlichen Handelsklassensortierung für Rohholz (Forst-HKS), die Vorgaben für die Aushaltung (Sortierung) von Rohholz machte. Danach war anbrüchiges Holz, sofern noch gewerblich verwendbar, als Industrieholz in die Güteklassen IF („leicht anbrüchig, grobastig oder krumm“) und IK („stark anbrüchig, jedoch gewerblich verwendbar“) einzuteilen.
Der Duden kennt das Wort in seiner forstlichen Bedeutung jedoch nicht.
Bezogen auf das Ökosystem Wald, ist anbrüchiges Holz ein wichtiges Habitat für zahlreiche Insektenarten. Vor allem Käfer wie etwa Alpenbock, Balkenschröter, Nashornkäfer oder Eremit entwickeln sich darin.
Siehe auch
- Totholz